# Harjavalta
Harjavalta är en stad i landskapet Satakunta i Finland. Folkmängden i Harjavalta stad uppgår till cirka 6 785 invånare och den totala arealen utgörs av 127,74 km². Staden ligger invid riksväg 2 och järnvägslinjen Björneborg – Tammerfors. Kumo älv rinner genom staden. Harjavalta stad gränsar i öster till Kumo stad, i söder till Eura kommun och i norr till Nakkila kommun, samt till städerna Ulvsby och Kumo.
Harjavalta stad ingår i Björneborgs ekonomiska region.
Harjavalta stads språkliga status är enspråkigt finsk.

## Historia
De äldsta fynden av bosättning i Harjavalta härstammar från stenåldern. Från bronsåldern har man påträffat gravmonument i form av gravhögar. Grunden till Harjavaltas senare utveckling skapades då en vattenkraftanläggning byggdes i trakten mellan 1937 och 1939. Vattenkraftverkets fallhöjd är 26,5 meter. Vid fortsättningskrigets slutskede år 1944 flyttade metallindustriföretaget Outokumpu sitt kopparsmältverk från Imatra till Harjavalta. Tre år därefter, år 1947 etablerade sig svavelsyrafabriken Rikkihappo Oy:s (numera: Kemira Oyj) fabriker på orten.

### Administrativ historik
Harjavalta blev självständig kommun 1869, köping 1968 och stad 1977 efter 1976 års kommunallagsreform.

## Styre och politik

### Mandatfördelning i Harjavalta stad, valen 1976–2021
| 10 | 12 | 3 |  | 9 |

| 10 | 12 | 3 |  | 9 |

| 9 | 13 |  | 3 | 9 |

| 7 | 14 |  | 2 |  | 10 |

| 8 | 15 |  | 2 |  | 8 |

| 7 | 14 | 3 |  | 10 |

| 7 | 10 | 3 |  | 6 |

| 5 | 11 | 3 | 2 | 6 |

| 18 | 9 |

| 4 | 13 | 2 | 2 | 6 |

| 16 | 11 |

| 4 | 11 | 2 | 2 |  | 7 |

| 17 | 10 |

| 4 | 13 |  |  |  |  | 6 |

| 17 | 10 |

| 3 | 13 | 3 |  |  | 6 |

| 17 | 10 |

## Demografi

### Befolkningsutveckling
| Befolkningsutvecklingen i Harjavalta stad 1975–2020                                                          | Befolkningsutvecklingen i Harjavalta stad 1975–2020 | Befolkningsutvecklingen i Harjavalta stad 1975–2020 | Befolkningsutvecklingen i Harjavalta stad 1975–2020 | Befolkningsutvecklingen i Harjavalta stad 1975–2020 |
| --- | --------------------------------------------------- | --------------------------------------------------- | --------------------------------------------------- | --------------------------------------------------- |
| |                                                     |                                                     |                                                     |                                                     |
| År |                                                     |                                                     | Folkmängd                                           |                                                     |
| 1975 | 1975                                                |                                                     | 8 504                                               |                                                     |
| 1980 | 1980                                                |                                                     | 8 871                                               |                                                     |
| 1985 | 1985                                                |                                                     | 8 955                                               |                                                     |
| 1990 | 1990                                                |                                                     | 8 678                                               |                                                     |
| 1995 | 1995                                                |                                                     | 8 374                                               |                                                     |
| 2000 | 2000                                                |                                                     | 7 877                                               |                                                     |
| 2005 | 2005                                                |                                                     | 7 673                                               |                                                     |
| 2010 | 2010                                                |                                                     | 7 540                                               |                                                     |
| 2015 | 2015                                                |                                                     | 7 296                                               |                                                     |
| 2020 | 2020                                                |                                                     | 6 869                                               |                                                     |
| Anm: Uppgifterna avser förhållandena den 31 december nämnda år enligt områdesindelningen den 1 januari 2022. |                                                     |                                                     |                                                     |                                                     |

### Språk
Befolkningen efter språk (modersmål) den 31 december 2022. Finska, svenska och samiska räknas som inhemska språk då de har officiell status i landet. Resten av språken räknas som främmande. För språk med färre än 10 talare är siffran dold av Statistikcentralen på grund av sekretesskäl.
| Språk                        | Talare 2022-12-31 | Talare 2022-12-31 |
| Språk                        | Antal             | Andel (%)         |
| ---------------------------- | ----------------- | ----------------- |
| Hela befolkningen            | 6 753             | 100,0             |
| Inhemska språk totalt        | 6 473             | 95,9              |
| Finska                       | 6 460             | 95,7              |
| Svenska                      | 13                | 0,2               |
| Främmande språk totalt       | 280               | 4,1               |
| Estniska                     | 73                | 1,1               |
| Ryska                        | 53                | 0,8               |
| Polska                       | 29                | 0,4               |
| Ukrainska                    | 29                | 0,4               |
| Turkiska                     | 17                | 0,3               |
| Arabiska                     | 12                | 0,2               |
| Thailändska                  | 10                | 0,1               |
| Språk med färre än 10 talare | 57                | 0,8               |

|  | Finska (95,7 %) |

|  | Svenska (0,2 %) |

|  | Främmande språk (4,1 %) |

|  | Finska (95,7 %) |

|  | Svenska (0,2 %) |

|  | Främmande språk (4,1 %) |

## Bildgalleri

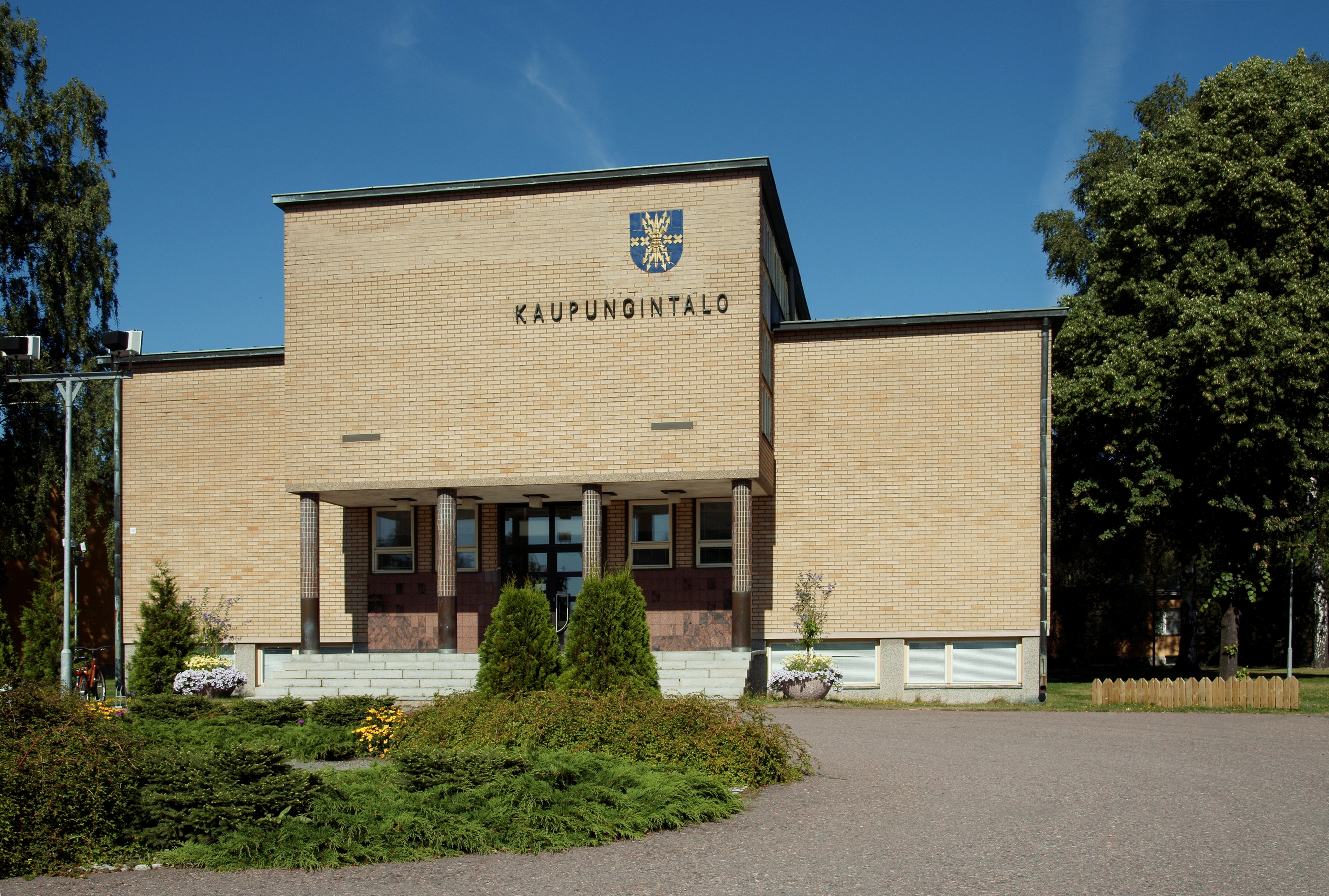
Harjavalta stadshus
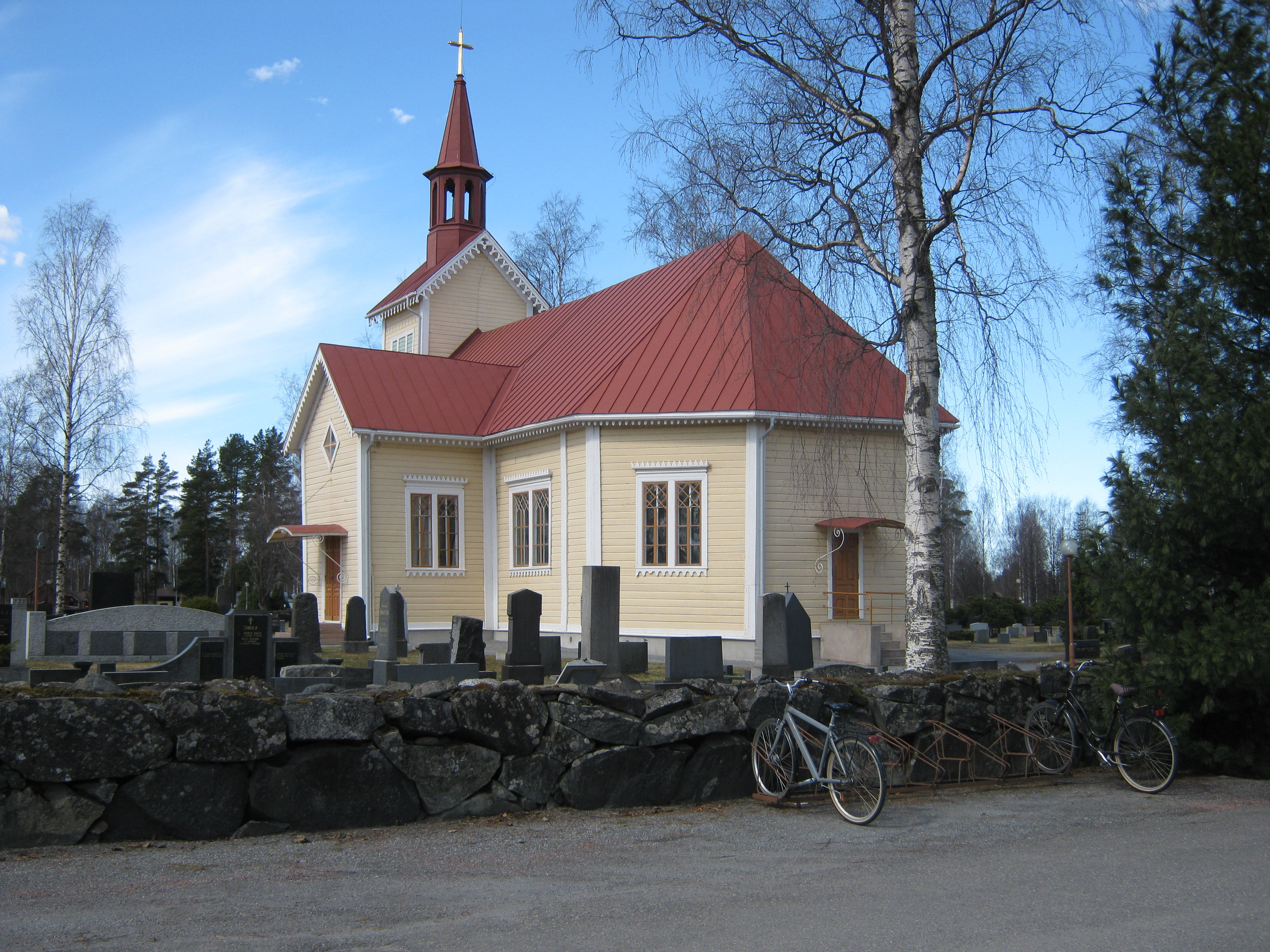
Harjavalta gamla kyrka
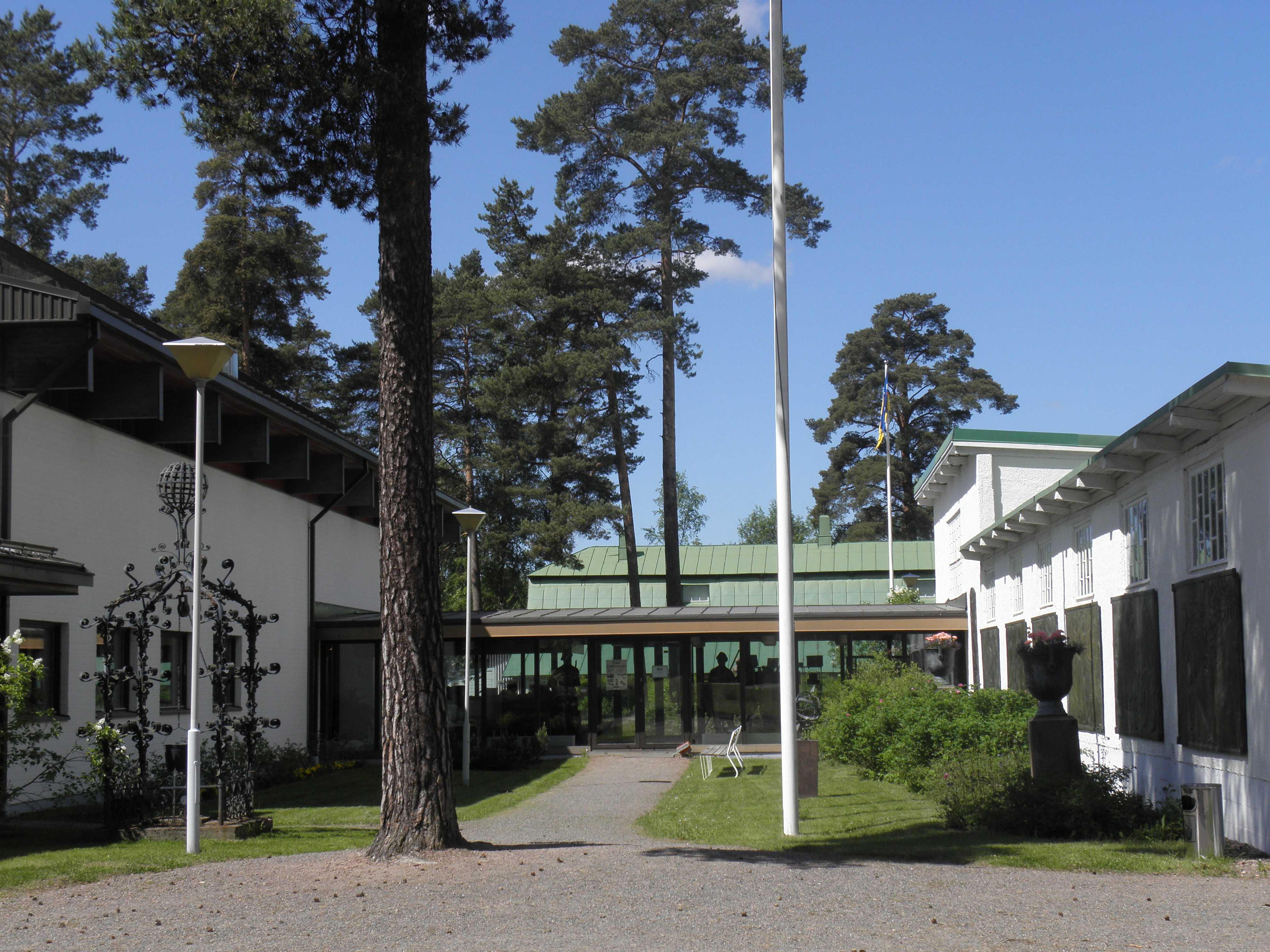
Emil Cedercreutz-museet
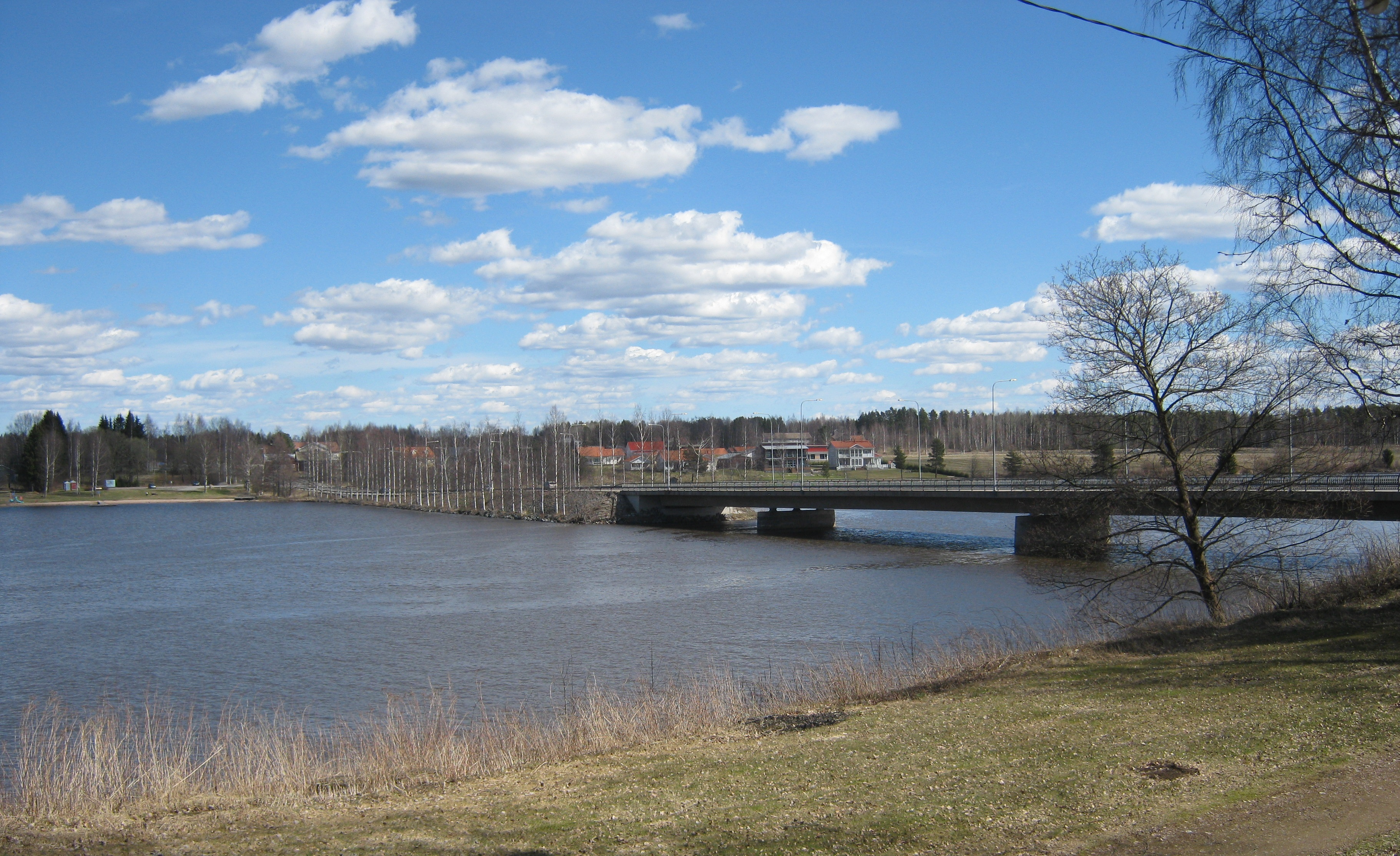
Kumo älv i Harjavalta